# Zamir Silva
Zamir Silva Amín es un político colombiano, nacido en Chiquinquirá, Boyacá, el 22 de julio de 1947. Graduado como abogado por la Universidad del Rosario, es especialista en Ciencias Políticas por la Universidad de Salamanca y doctor en Administración Pública por el Instituto Internacional de Administración de París. Se inició en la vida política como concejal de su ciudad natal, y de Tunja, capital de su departamento desde 1976, a nombre del Partido Liberal. En 1978 ascendió a la Asamblea Departamental de Boyacá y en 1982 llega por primera vez al Congreso como Representante a la Cámara, siendo reelecto en 1986. En 1990 se convierte en Senador, pero en las siguientes elecciones decide asegurarse la permanencia en el Congreso regresando a la Cámara en 1994, donde ha logrado mantener su escaño tras las elecciones de 1998, 2002 y 2006.